# Andreas Zimmermann (Rechtswissenschaftler)

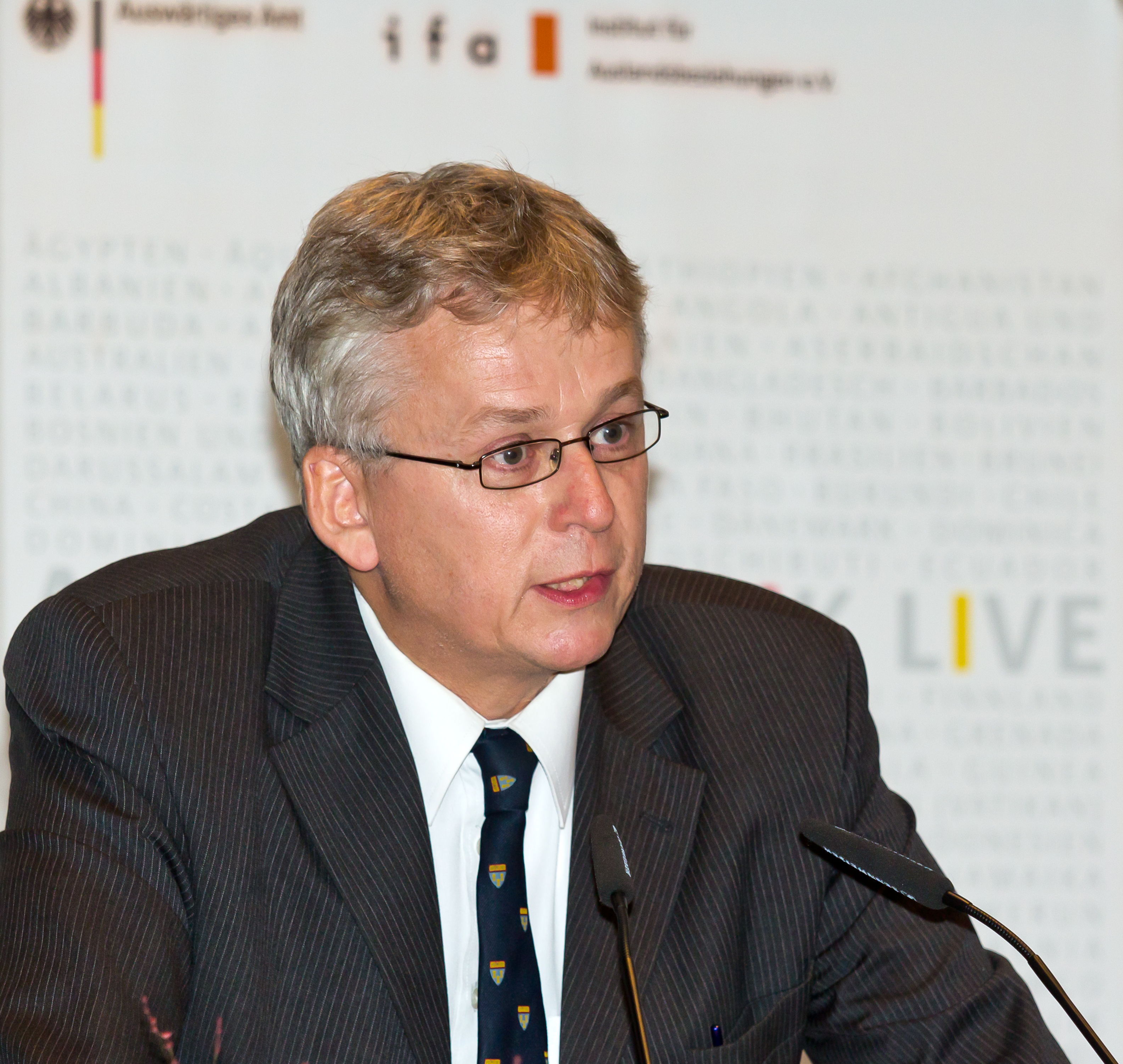
Andreas Zimmermann, 2013

Andreas Zimmermann (* 18. Juni 1961 in Tübingen) ist ein deutscher Völkerrechtler. Von 2001 bis 2009 war er Direktor des Walther-Schücking-Instituts für internationales Recht an der Christian-Albrechts-Universität zu Kiel. Seit Oktober 2009 ist er Inhaber des Lehrstuhls für Öffentliches Recht, insbesondere Europa- und Völkerrecht sowie Europäisches Wirtschaftsrecht und Wirtschaftsvölkerrecht an der Universität Potsdam.

## Leben
Nach seinem Abitur 1980 in Tübingen studierte Zimmermann von 1980 bis 1986 Jura an der Juristischen Fakultät der Eberhard-Karls-Universität Tübingen, der Université de Droit, d’Économie et des Sciences d’Aix-Marseille III, Aix-en-Provence sowie an der Academy of International Law, Den Haag, und legte das erste juristische Staatsexamen als Jahrgangsbester ab. 1989 erwarb er nach Ableistung seines Zivildienstes und einer wissenschaftlichen Tätigkeit bei Hans von Mangoldt einen Master an der Harvard Law School. 1992 leistete er das zweite juristische Staatsexamen nach seiner Assistenztätigkeit am Max-Planck-Institut für ausländisches öffentliches Recht und Völkerrecht in Heidelberg ab. Im Anschluss war er bis 1994 wissenschaftlicher Referent am MPI unter Leitung von Jochen Abr. Frowein. Dieser betreute auch die 1994 vorgelegte Dissertation, die sich aus verfassungs- und völkerrechtlicher Sicht mit den Grenzen und Voraussetzungen des damals neugefassten Grundrechts auf Asyl beschäftigte. Er war bis zur Habilitation 1999 weiter Referent am MPI. Seine Arbeit trägt den Titel Staatennachfolge in völkerrechtliche Verträge.
Zimmermann war von 2001 bis 2009 Professor für öffentliches Recht, Schwerpunkt Völkerrecht, Europarecht und Allgemeine Staatslehre und Direktor des Walther-Schücking-Instituts für internationales Recht der Christian-Albrechts-Universität zu Kiel.
2009 folgte er einem Ruf an die Universität Potsdam in Verbindung mit der Direktorenstelle des MenschenRechtsZentrums der Universität Potsdam. Beide Stellen hatte zuvor bis zu seiner Emeritierung Eckart Klein inne.
Andreas Zimmermann ist verheiratet.

## Funktionen
Zimmermann war an verschiedenen Universitäten Gastprofessor; u. a. an der Michigan School of Law, Ann Arbor (Michigan), der Juristischen Fakultät der Universität Kopenhagen, der Universität Tartu (Estland) sowie der Universität Johannesburg.
Er war, nachdem er Berater der deutschen Verhandlungsdelegation zur Schaffung des Internationalen Strafgerichtshofs gewesen war, von 1999 bis 2001 Mitglied der Expertenkommission zur Ausarbeitung des Völkerstrafgesetzbuches.
Er ist seit 2001 Vermittler nach dem Wiener Übereinkommen über das Recht der Verträge sowie Mitglied des Fachausschusses „Humanitäres Völkerrecht“ des Deutschen Roten Kreuzes.
Zimmermann war und ist mehrmals Counsel in Verfahren vor dem Internationalen Gerichtshof in Den Haag. Ferner war er mehrmals Ad-hoc-Richter am Europäischen Gerichtshof für Menschenrechte.
Er ist Mitglied der VN-politischen und auch völkerrechtswissenschaftlichen Beiräte des Auswärtigen Amtes sowie des Ständigen Schiedshofs in Den Haag.
Ende August 2018 wurde Zimmermann in den Menschenrechtsausschuss der Vereinten Nationen gewählt.